# Хілок (місто)
Хіло́к (рос. Хилок) — місто, центр Хілоцького району Забайкальського краю, Росія. Адміністративний центр Хілоцького міського поселення.

## Географія
Місто розташоване по обидва береги річки Хілок за 320 км на північний захід від Чити.

### Клімат
- Середньорічна температура повітря — -2,4 ° C
- Відносна вологість повітря — 68,4 %
- Середня швидкість вітру — 2,4 м/с

| Середньодобова температура повітря міста за даними NASA | Середньодобова температура повітря міста за даними NASA | Середньодобова температура повітря міста за даними NASA | Середньодобова температура повітря міста за даними NASA | Середньодобова температура повітря міста за даними NASA | Середньодобова температура повітря міста за даними NASA | Середньодобова температура повітря міста за даними NASA | Середньодобова температура повітря міста за даними NASA | Середньодобова температура повітря міста за даними NASA | Середньодобова температура повітря міста за даними NASA | Середньодобова температура повітря міста за даними NASA | Середньодобова температура повітря міста за даними NASA | Середньодобова температура повітря міста за даними NASA |
| січні                                                   | лютому                                                  | березня                                                 | квітні                                                  | травня                                                  | червень                                                 | липні                                                   | серпня                                                  | вересні                                                 | жовтні                                                  | листопаді                                               | грудні                                                  | Рік                                                     |
| -24,4 ° C                                               | -19,9 ° C                                               | -10,3 ° C                                               | -0,3 ° C                                                | 7,9 ° C                                                 | 13,7 ° C                                                | 17,0 ° C                                                | 14,2 ° C                                                | 6,6 ° C                                                 | -1,3 ° C                                                | -12,1 ° C                                               | -21,5 ° C                                               | -2,4 ° C                                                |
| ------------------------------------------------------- | ------------------------------------------------------- | ------------------------------------------------------- | ------------------------------------------------------- | ------------------------------------------------------- | ------------------------------------------------------- | ------------------------------------------------------- | ------------------------------------------------------- | ------------------------------------------------------- | ------------------------------------------------------- | ------------------------------------------------------- | ------------------------------------------------------- | ------------------------------------------------------- |

## Історія
Хілок заснований 1895 року як залізнична станція Хілок. 9 січня 1929 Хілок було перетворено на селище міського типу.
12 липня 1951 Указом Президії Верховної Ради РРФСР № 731 селищу Хілок було присвоєно статус міста районного підпорядкування.

## Населення
Населення — 11539 осіб (2010; 11152 у 2002).

## Пам'ятки
- Гора Амбон (Амбом, Амбомка, Амбонская) — священне місце для бурятів.
- Храм в ім'я Святого Рівноапостольного Великого князя Володимира (освячений 2005 року).

## Галерея

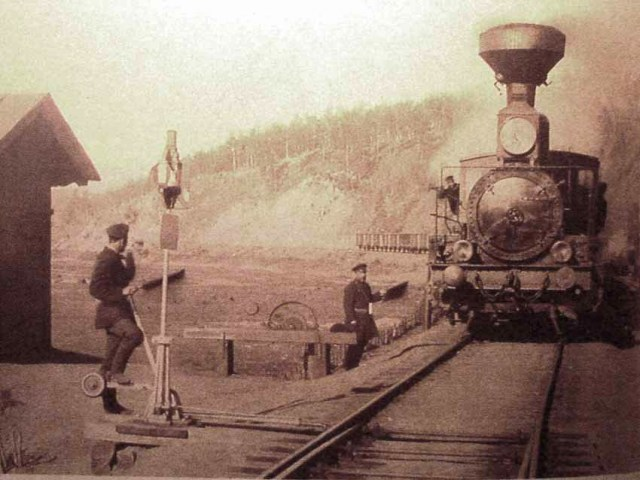
Транссиб. Вхідна стрілка ст. Хілок з західної горловини. Фото А. К. Кузнецова, 1900.